# Macbeth Underworld
Macbeth Underworld est un opéra du compositeur français Pascal Dusapin sur un livret de Frédéric Boyer créé en 2019 à Bruxelles. L'histoire est adaptée de la pièce de William Shakespeare, Macbeth, de 1606.

## Historique
Macbeth Underworld, huitième opéra du compositeur, est une co-commande de 2016 de la maison d'opéra La Monnaie de Bruxelles et de l'Opéra Comique de Paris. Le livret est librement adapté depuis la tragédie shakespearienne Macbeth par l'écrivain français Frédéric Boyer, qui avait déjà écrit le livret de l'opéra précédent de Pascal Dusapin, Penthesilea.
Macbeth Underworld est créé à La Monnaie le 20 septembre 2019, sous la direction du chef français Alain Altinoglu, avec une mise en scène assurée par l'acteur et metteur en scène français Thomas Jolly et des décors conçus par Bruno de Lavenère. Cette production donne lieu à une captation vidéo de l'opéra. La première française aurait dû avoir lieu le 25 mars 2020 sous la direction de Franck Ollu dans la Salle Favart de l'Opéra Comique avec l'Orchestre philharmonique de Radio France mais les restrictions COVID empêchent finalement les représentations programmées et la création française n'a lieu que le 6 novembre 2023, dans la même salle.
L'opéra est récompensé par la distinction « Oper! Award » du magazine berlinois Oper ! Das Magazin en 2020 en tant que « Meilleure création mondiale ». L'ouvrage est monté au Théâtre national de la Sarre de Sarrebruck dans une première allemande en avril 2021 dans une nouvelle production mise en scène par Lorenzo Fioroni et sous la direction de Julius Thorau, avec Dshamilja Kaiser et Peter Schöne dans les rôles du couple Macbeth, qui est reprise en mai de la même année au Grand Théâtre de Luxembourg.

## Description
Macbeth Underworld est un opéra en un prologue et huit parties en langue anglaise d'une heure et quarante-cinq minutes environ. La partition est écrite pour huit voix et un chœur de femmes notamment, et inclut également un archiluth et un orgue ainsi que de nombreuses percussions. Le personnage du portier est régulièrement sollicité pour pratiquer le sprechgesang, une forme de parlé-chanté.

### Rôles
| Rôle                 | Voix          | Créateur                         | Reprise à Paris, 2023 |
| -------------------- | ------------- | -------------------------------- | --------------------- |
| Lady Macbeth         | mezzo-soprano | Magdalena Kožená/Sophie Marilley | Katarina Bradic       |
| Macbeth              | baryton       | Georg Nigl                       | Jarrett Ott           |
| Sœur bizarre 1       | soprano       | Ekaterina Lekhina                | Maria Carla Pino Cury |
| Sœur bizarre 2       | mezzo-soprano | Lilly Jørstad                    | Mélanie Boisvert      |
| Sœur bizarre 3       | mezzo-soprano | Christel Loetzsch                | Melissa Zgouridi      |
| Le fantôme de Banquo | basse         | Kristinn Sigmundsson             | Hiroshi Matsuhi       |
| Le portier/Hécate    | ténor         | Graham Clark                     | John Graham Hall      |
| L'enfant             |               | Elyne Maillard/Naomi Tapiola     | Rachel Masclet        |

### Structure
Prologue
1. Si noir si beau
2. Viens, nuit épaisse !
3. Ne dors plus
4. Nox perpetua
5. Regarde le spectre entrer
6. Un crime sans nom
7. Va-t-en, maudite tâche de sang !
8. Éteins-toi, brève petite chandelle !